# Francis Dundas
Francis Dundas (Sanson, 1759 – Dumbarton, 15 gennaio 1824) è stato un generale e politico britannico.
Fu governatore della Colonia del Capo dal 1798 al 1803. È stato il secondo figlio di Robert Dundas di Arniston e Jean Grant, già segretario di guerra.

## Servizio militare
Fu arruolato come militare nel 1775. Nel 1783 e nel 1787 cambiò reggimento.  Ha combattuto la guerra di indipendenza.
Fu ordinato governatore nel 1796, il suo primo atto di governo risale al 21 novembre 1798.
Successivamente ritornò alla carriera militare.

## Famiglia
Francis Dundas sposò Eliza Cumming, sorella di Sir John Cumming, nato(?) il 22 gennaio 1800 e ebbe i seguenti figli:
1. Francis Dundas (Città del Capo, 16 gennaio 1801)
2. Robert Dundas (Berwick on Tweed, 3 novembre 1805)
3. Caroline Dundas (Newcastle, 21 gennaio 1807)
4. Wedderburn Dundas
5. Henrietta Dundas
6. Alexander Dundas